# ペフチャウアバステト
ペフチャウアバステト（Peftjauawybast 、在位：紀元前754 - 720年頃）は古代エジプト第三中間期のファラオ。即位名はネフェルカラー。

## 生涯
テーベの第23王朝の臣下として、ヘラクレオポリスの長官を務めていた。しかしタケロト3世の治世中に王位を宣言し、独立する動きを見せた。だがタケロト3世の後継者ルドアメンの娘イルバステトウジャネフと結婚しており、主家との繋がりを維持していた。また、タケロト3世が名目上の忠誠と引き換えにペフチャウアバステトの即位を承認していた可能性もある。
そのため、ペフチャウアバステトを第23王朝の王として扱うか、それとも別の勢力として捉えるは研究者によって見解が分かれている。
前8世紀のエジプトが、ヘラクレオポリスの王国を含めた幾つもの勢力に分裂する一方、南方ではヌビア人の王国が台頭し、やがて第25王朝として上エジプトに侵出してきた。
下エジプトに割拠する諸国は、第24王朝のテフナクト1世を中心に対ヌビアの同盟を組んでこれに対抗したが、両陣営の中間に位置する地域を支配していたペフチャウアバステトは早い段階でヌビアの軍門に降った。
これを受けて、テフナクトの連合軍はヘラクレオポリスを包囲した。ペフチャウアバステトは籠城してピアンキ王率いるヌビア軍の救援を待った。到着したヌビア軍が連合軍を打ち破り、ヘラクレオポリスを解放すると、ペフチャウアバステトはピアンキを歓迎した。
ペフチャウアバステトは降伏後も所領を安堵され、ファラオから諸侯の一人に戻ってヘラクレオポリスを統治した。降伏の模様はピアンキの功績を讃えた『勝利の碑文』に詳細に描かれている。
後継者は不明だが、第26王朝時代にはペディエセという人物がヘラクレオポリス侯に任命されている。